# Макс Тандермен
Максимус Октавијус „Макс“ Тандермен (енгл. Maximus Octavius „Max“ Thunderman) је главни лик игране серије Тандерменови, својом сестром Фиби. Његове супер-херојске моћи су телекинеза, ледени дах и врућ дах. Годинама је желео да постане супер-зликовац, међутим почетком четврте сезоне, Макс постаје суперхерој. Заједно са Фиби, Макс постаје вођа Z снага, и проглашава своју породицу новим њеним члановима.

## Биографија
Макс је најстарији син Хенка и Барб Тандермен, рођен 20 секунди након своје сестре близнакиње, Фиби. Макс такође има још две сестре, Нору и Клои, и једног брата, Билија Тандермена. Макс је рођена и одгајана у Метробургу, супер-херојском граду, када су њихови родитељи још увек били активни суперхероји. У 2013. години, Тандерменови су се преселили у Хиденвил, где живе нормалним животом. Максова соба се налази испод нивоа куће, у којој живи са бившим супер-зликовцем Доктором Колосом, ког је Хенк претворио у зеца.
Макс се придружио хиденвилској средњој школи заједно са својом сестром, Фиби Тандермен. Иако је Макс паметан, он одлучује да се у школи понаша лењо, не прати ток наставе и да не присуствује већем броју часова. Доказано је да је он паметан као и Фибе у неколико епизода. Макс користи своје математичке и научне информације код куће како би развио машине које је углавном користио за своје зле планове. Чак је изградио и низ ракета које су шокирале Сару и Евана.
Генерално, Макс не воли да се укључује у школске активности, осим када жели да неком, углавном Фиби, направи подвалу. Због својих подвала, Макс често упада у новоље са директором Бртфордом, који га је прогласио „школским непријатељем број 1”. Док стекне пријатеље у новој школи, он се нимало није трудио око тога. Чак и када су Лионел, Џејк и Том дошли до њега како би их претворио у своје минионе научивши их прављењу подвала и сличним стварима. У епизоди Pheebs Will Rock You, Макс се спријатељује са групом са којом оснива бенд које чине Ојстер, Гидеон и Ангус ког је касније заменио Волфганг. Макс на крају одлучује да напусти бенд како би се усресредио на Z снаге.